# Dracaena reflexa var. angustifolia
Dracaena reflexa var. angustifolia (synoniem: Dracaena marginata Lam.) is een plant uit de aspergefamilie (Asparagaceae).
Het is een struikachtige plant met slanke, vertakte twijgen, die door de littekens van de afgevallen bladeren een ruitachtig patroon hebben. In de volle grond kan de plant een lengte van enkele meters bereiken. De slanke stam draagt aan het uiteinde een kruin van half-stengelomvattende, smalle lint- tot lancetvormige, verspreid staande bladeren. Ze worden tot 50 cm lang, zijn vlak, glad en afstaand en staan bij ouderdom naar beneden gericht. De bladnerf is aan de onderkant duidelijk zichtbaar en de donkergroene, glanzende bladschijf is bruinrood gerand.
De plant wordt wereldwijd in de tropen aangeplant. Vooral in Zuid-Brazilië komt hij als tuinplant veel voor. In Europa wordt de soort als kamerplant aangeboden. Het is een gemakkelijke kamerplant, die ook in België en Nederland veel wordt verkocht.
De plant blijkt ook een ideale bondgenoot in de strijd tegen luchtvervuiling binnenskamers. Vervuiling door formaldehyde (bv. in glaswol, lijmen, harsen...), koolstofmonoxide en tolueen (in verf) worden volgens verscheidene studies, waaronder de NASA Clean Air Study, tegengegaan. (info Test-Aankoop België jan. 2009)

## Standplaats
Deze plant staat graag op een lichte plaats (3 m van het venster). Voorkom direct middag- en zonlicht in de periode van maart tot september. Ze kunnen wel goed tegen ochtend- en avondlicht. De plant heeft minimaal 750 lux nodig om te overleven, met een optimum van 1300 lux. 

## Verzorging
In de winter wordt een rust aanbevolen met een temperatuur rond de 13 °C. Bruine bladtoppen zijn een symptoom van op de tocht staan (of van een tekort aan water en voeding).
Geef de plant niet te veel en niet te weinig water. Te veel water kan de vlezige wortels van de plant doen rotten (doordat er te veel water in de pot blijft staan). Voorkom dit door een drainagelaag in de pot aan te brengen. 
Deze plant heeft niet veel extra's nodig. Van april tot augustus kan eens per twee weken bijgemest worden door oplossing toe te voegen aan het water. Voor oudere exemplaren wordt eens per week bijmesten aanbevolen.